# Tauriphila argo
Tauriphila argo is een libellensoort uit de familie van de korenbouten (Libellulidae), onderorde echte libellen (Anisoptera).
De wetenschappelijke naam Tauriphila argo is voor het eerst geldig gepubliceerd in 1869 door Hagen.